# ベアトリーチェ・ビオ
ベアトリーチェ・マリア・アデライデ・マルツィア・ビオグランディス（Beatrice Maria Adelaide Marzia Vio Grandis、1997年3月4日 - ）は、イタリアの車いすフェンシング選手。種目はフルーレ カテゴリー B。
名前は「ベアトリーチェ・ヴィオ」とも表記される。また、「ベベ（Bebe）」の愛称でも知られる。

## 経歴
1997年3月4日にイタリアのヴェネツィアで生まれる。幼少期からスポーツが好きで5歳の時にはバレーボールをしていたが、ある時練習が嫌で抜け出したところ、たまたまフェンシングのジムを見つけ、これをきっかけにフェンシングに夢中になる。
11歳の時、生存率が3%と言われる髄膜炎を発症して100日以上入院し、生きるために両腕のひじから先と両足のひざから下を切断する。その後、同じく11歳の時に車いすフェンシングの存在を知り、義手と義足をつけて競技を継続、2010年5月にはイタリアのボローニャで開催された公式の車いすフェンシングの試合に初めて出場する。
2012年ロンドンパラリンピックでは、選手としては出場しなかったが聖火ランナーとして参加、その後すぐにイタリアのシニアチームに加わり、同年12月にハンガリーのエゲルで行われたワールドカップで準優勝する。
2013年の世界選手権は10位に終わるが、翌2014年のヨーロッパ選手権では個人と団体で金メダルを獲得する。2015年はシーズンを通して無敗で、2016年7月のワールドカップでロシアのビクトリア・ボイコワに敗れるまで11戦連勝を記録した。
2016年リオデジャネイロパラリンピックでは個人で金メダル、団体で銅メダルを獲得。2020年東京パラリンピックでは開会式でイタリア選手団の旗手を務め、個人で金メダル、団体で銀メダルを獲得。2024年パリパラリンピックでは個人と団体で銅メダルを獲得した。

## エピソード
- SNSのフォロワー数が100万人を超えるインフルエンサーである。バラク・オバマ元アメリカ大統領や陸上競技のウサイン・ボルト、サッカーのディエゴ・マラドーナなど世界的な著名人との2ショット画像を投稿することもある[6]。
- 車いすフェンシング選手として以外に、ファッションショーや女性誌などでモデルとしても活動している[3]。
- 2009年に、スポーツを通じて障がい者を支援する非営利団体「art4sport ONLUS」を両親とともに設立した[1]。
- 2015年のミラノ国際博覧会ではアンバサダーを務めた[10]。
- 2017年2月、Facebook上でビオに大掛かりな性的嫌がらせを行っていた複数の人物に対し法的措置を講じたことを明らかにした。また、Facebook側も問題のページを削除し首謀者を特定するための法的手続きに着手したとしている[11]。
- 2020年8月26日よりNetflixで配信されたドキュメンタリー映画『ライジング・フェニックス: パラリンピックと人間の可能性（英語版）』では、9人のパラアスリートの一人として出演している[12]。

## 受賞
- 2014年 - イタリアン・パラリンピック・アワード（オクサナ・コルソ（英語版）と同時受賞）[13]
- 2016年 - エドアルド・マンジャロッティ国際賞[14]
- 2017年 - ローレウス世界スポーツ賞 年間最優秀障害者選手賞[15]